# Venus más X
Venus más X es una novela de ciencia ficción escrita por Theodore Sturgeon, publicada en 1960. David Pringle la incluyó en su libro Science Fiction: The 100 Best Novels.

## Contenido
Charlie Johns se despierta sin saber dónde se encuentra. Le rodean unos humanoides llamados ledom, con los que puede comunicarse. Ellos se brindan a contestar a sus preguntas, a cambio de conocer su opinión sobre el mundo ledom. La idea que él saca es que ha viajado hacia el futuro, y que ellos son una especie posthumana formada por hermafroditas que han logrado una sociedad más perfecta que la humana, basada en el amor, mientras que la especie del Homo sapiens ha desaparecido. 
Aquí, la violencia es una noción improbable, la tecnología ha triunfado sobre el hambre, la sobrepoblación, la contaminación. Pero hay un cambio aún más chocante: el género es cosa del pasado, y la preocupación humana hacia el sexo no existe.
Sin embargo, la realidad no es exactamente la que piensa Charlie. Los ledom son un experimento, la última esperanza de salvación de la especie humana, todavía no extinguida, pero empeñada en ello.